# Takaaki Nakagami
Takaaki Nakagami (中上貴晶?, Nakagami Takaaki; Chiba, 9 febbraio 1992) è un pilota motociclistico giapponese.

## Carriera

### Gli inizi
Inizia la propria carriera con le minimoto, passando in seguito a correre in diverse competizioni minori giapponesi e poi nel campionato nazionale, vincendo il titolo nella classe 125 nel 2006. Nel 2006 e nel 2007 è tra i piloti inclusi nella Red Bull MotoGP Academy, con cui prende parte al campionato spagnolo della classe 125, e nel secondo anno gli viene data la possibilità di esordire nel motomondiale con una wild card per partecipare al GP della Comunità Valenciana, che ha disputato in sella ad una Honda senza portare a termine la gara. Nel 2008 corre a tempo pieno nel motomondiale in 125 con una Aprilia dell'I.C. Team, piazzandosi al 24º posto nella classifica finale. Nel 2009 viene confermato nella stessa squadra, in quell'anno nota come Ongetta Team I.S.P.A., disputando nuovamente la stagione completa e classificandosi in questo caso al 16º posto generale.
Nel 2010 fa ritorno in Giappone, correndo nella classe Supersport nazionale e aggiudicandosi la 8 Ore di Suzuka su Honda CBR1000RR insieme a Ryūichi Kiyonari e Takumi Takahashi, mentre nel 2011 passa alla classe J-GP2, vincendo il campionato. Sempre nel 2011 è iscritto in Moto2 al Gran Premio del Giappone al posto di Claudio Corti con la Suter MMXI del team Italtrans Racing, ma non riesce però a disputare la gara a causa di un infortunio. 
Nel 2012 rientra nel motomondiale come pilota titolare, questa volta a bordo di una Kalex Moto2. Ottiene come miglior risultato un quinto posto al GP di Spagna e termina la stagione al 15º posto con 57 punti. Nel 2013 rimane nel team Italtrans Racing, realizzando il suo primo podio in carriera nel contesto del motomondiale al GP del Qatar, ottenendo nel seguito della stagione: quattro secondi posti (nei GP di Indianapolis, della Repubblica Ceca, di Gran Bretagna e di San Marino) e tre pole position (nei GP di Francia, Repubblica Ceca e Gran Bretagna), chiudendo la stagione all'8º posto con 149 punti. In questa stagione è costretto a saltare il Gran Premio d'Olanda per la frattura della clavicola sinistra rimediata nel warm up del GP.
Nel 2014 passa al team Idemitsu Honda Asia, continuando a correre con una motocicletta della Kalex; il compagno di squadra è Azlan Shah. Ottiene come miglior risultato un decimo posto nel Gran Premio di San Marino e termina la stagione al 22º posto con 34 punti. Nel 2015 rimane nello stesso team. Ottiene un terzo posto nel Gran Premio di San Marino come miglior risultato. Chiude la stagione all'ottavo posto con 100 punti. Nel 2016 viene confermato nella stessa squadra, con compagno di squadra Ratthapark Wilairot. Ottiene un terzo posto al GP di Catalogna, in occasione della gara successiva, il Gran Premio d'Olanda, ottiene la sua prima vittoria nel motomondiale. In Gran Bretagna e San Marino giunge terzo. Conclude la stagione al 6º posto con 169 punti.
Continua a correre con Idemitsu Honda Team Asia anche nel 2017, con compagno di squadra Khairul Idham Pawi. Ottiene un terzo posto alla prima del motomondiale, in Qatar, e riesce a ripetere tale piazzamento in occasione del GP delle Americhe e in quello d'Olanda. In occasione del GP di Gran Bretagna arriva la prima vittoria dell'anno per il pilota giapponese (la seconda della sua carriera nel motomondiale). In Giappone ottiene la pole position. Conclude la stagione al 7º posto con 137 punti.

### L'arrivo in MotoGP
Nel 2018 passa in MotoGP, alla guida della Honda RC213V del team LCR; il compagno di squadra è Cal Crutchlow. Ottiene come miglior risultato un sesto posto in Comunità Valenciana e termina la stagione al 20º posto con 33 punti. Nel 2019 è nuovamente titolare in MotoGP, con lo stesso team della stagione precedente. Chiude la stagione anzitempo, dopo il Gran Premio del Giappone, per operarsi alla spalla destra a seguito di un trauma rimediato durante il campionato. Ottiene come miglior risultato un quinto posto in Italia e termina la stagione al 13º posto con 74 punti. Nel 2020 rimane nello stesso team. Ottiene una pole position nel Gran Premio di Teruel e due quarti posti (Andalusia ed Europa) come miglior risultato in gara e termina la stagione al decimo posto con 116 punti. Nel 2021 rimane nello stesso team, con compagno di squadra Álex Márquez. Ottiene come miglior risultato un quarto posto in Spagna e chiude la stagione al quindicesimo posto con 76 punti. Nel 2022 gareggia con lo stesso team e compagno di squadra dell'anno precedente. In questa stagione è costretto a saltare tre Gran Premi per infortunio, in questo frangente viene sostituito dal connazionale Tetsuta Nagashima, chiude classificandosi diciottesimo in campionato.
 Il 2023 vede Nakagami confermato dal team LCR, il compagno di squadra è Álex Rins; con cinquantasei punti si conferma in diciottesima posizione. L'anno successivo Nakagami rimane nello stesso team e ha come compagno di squadra Johann Zarco, con trentun punti chiude il campionato al diciannovesimo posto.

## Risultati nel motomondiale
| 2007 | Classe | Moto  |  |  |  |  |  |  |  |  |  |  |    |  |  |  |  |  |  |     |  |  |  |  | Punti | Pos. |
| ---- | ------ | ----- |  |  |  |  |  |  |  |  |  |  | -- |  |  |  |  |  |  | --- |  |  |  |  | ----- | ---- |
| 2007 | 125    | Honda |  |  |  |  |  |  |  |  |  |  | NE |  |  |  |  |  |  | Rit |  |  |  |  | 0     |      |

| 2008 | Classe | Moto    |    |    |    |     |    |    |    |   |     |    |    |     |    |     |    |     |     |    |  |  |  |  | Punti | Pos. |
| ---- | ------ | ------- | -- | -- | -- | --- | -- | -- | -- | - | --- | -- | -- | --- | -- | --- | -- | --- | --- | -- |  |  |  |  | ----- | ---- |
| 2008 | 125    | Aprilia | 19 | 15 | 19 | Rit | 16 | 16 | 22 | 8 | Rit | 18 | NE | Rit | 19 | Rit | 13 | Rit | Rit | 16 |  |  |  |  | 12    | 24º  |

| 2009 | Classe | Moto    |    |    |    |   |    |    |    |    |     |   |    |   |    |    |    |    |    |  |  |  |  |  | Punti | Pos. |
| ---- | ------ | ------- | -- | -- | -- | - | -- | -- | -- | -- | --- | - | -- | - | -- | -- | -- | -- | -- |  |  |  |  |  | ----- | ---- |
| 2009 | 125    | Aprilia | 20 | 20 | 16 | 5 | 15 | 15 | 17 | NE | Rit | 5 | 19 | 9 | 20 | 11 | 18 | 11 | 14 |  |  |  |  |  | 43    | 16º  |

| 2011 | Classe | Moto  |  |  |  |  |  |  |  |  |  |    |  |  |  |  |    |  |  |  |  |  |  |  | Punti | Pos. |
| ---- | ------ | ----- |  |  |  |  |  |  |  |  |  | -- |  |  |  |  | -- |  |  |  |  |  |  |  | ----- | ---- |
| 2011 | Moto2  | Suter |  |  |  |  |  |  |  |  |  | NE |  |  |  |  | NP |  |  |  |  |  |  |  | 0     |      |

| 2012 | Classe | Moto  |    |   |    |     |   |    |    |    |   |    |    |    |    |    |   |     |   |     |  |  |  |  | Punti | Pos. |
| ---- | ------ | ----- | -- | - | -- | --- | - | -- | -- | -- | - | -- | -- | -- | -- | -- | - | --- | - | --- |  |  |  |  | ----- | ---- |
| 2012 | Moto2  | Kalex | 14 | 5 | 18 | Rit | 6 | 19 | 12 | 19 | 7 | NE | 16 | 17 | 11 | 29 | 7 | Rit | 9 | Rit |  |  |  |  | 57    | 15º  |

| 2013 | Classe | Moto  |   |     |   |     |     |   |    |    |    |   |   |   |   |    |   |    |   |    |  |  |  |  | Punti | Pos. |
| ---- | ------ | ----- | - | --- | - | --- | --- | - | -- | -- | -- | - | - | - | - | -- | - | -- | - | -- |  |  |  |  | ----- | ---- |
| 2013 | Moto2  | Kalex | 3 | Rit | 4 | Rit | Rit | 5 | NP | 10 | NE | 2 | 2 | 2 | 2 | 11 | 8 | 22 | 9 | 13 |  |  |  |  | 149   | 8º   |

| 2014 | Classe | Moto  |    |    |    |     |    |    |    |    |    |    |    |    |    |    |    |    |     |    |  |  |  |  | Punti | Pos. |
| ---- | ------ | ----- | -- | -- | -- | --- | -- | -- | -- | -- | -- | -- | -- | -- | -- | -- | -- | -- | --- | -- |  |  |  |  | ----- | ---- |
| 2014 | Moto2  | Kalex | SQ | 11 | 15 | Rit | 16 | 16 | 13 | 14 | 21 | 11 | 19 | 15 | 10 | 15 | 13 | 11 | Rit | 14 |  |  |  |  | 34    | 22º  |

| 2015 | Classe | Moto  |    |    |    |    |   |    |    |    |   |   |    |    |   |   |    |   |   |    |  |  |  |  | Punti | Pos. |
| ---- | ------ | ----- | -- | -- | -- | -- | - | -- | -- | -- | - | - | -- | -- | - | - | -- | - | - | -- |  |  |  |  | ----- | ---- |
| 2015 | Moto2  | Kalex | 14 | 10 | 20 | 17 | 7 | 13 | 20 | 13 | 7 | 9 | 12 | 14 | 3 | 8 | 22 | 4 | 4 | 11 |  |  |  |  | 100   | 8º   |

| 2016 | Classe | Moto  |    |   |    |   |   |   |   |   |    |   |     |   |   |   |   |   |    |   |  |  |  |  | Punti | Pos. |
| ---- | ------ | ----- | -- | - | -- | - | - | - | - | - | -- | - | --- | - | - | - | - | - | -- | - |  |  |  |  | ----- | ---- |
| 2016 | Moto2  | Kalex | 14 | 9 | 15 | 7 | 5 | 9 | 3 | 1 | 11 | 7 | Rit | 3 | 3 | 5 | 4 | 5 | 21 | 6 |  |  |  |  | 169   | 6º   |

| 2017 | Classe | Moto  |   |     |   |    |   |     |    |   |    |    |   |   |    |   |   |     |     |   |  |  |  |  | Punti | Pos. |
| ---- | ------ | ----- | - | --- | - | -- | - | --- | -- | - | -- | -- | - | - | -- | - | - | --- | --- | - |  |  |  |  | ----- | ---- |
| 2017 | Moto2  | Kalex | 3 | Rit | 3 | 21 | 7 | Rit | 10 | 3 | 10 | 24 | 6 | 1 | 10 | 8 | 6 | Rit | Rit | 7 |  |  |  |  | 137   | 7º   |

| 2018 | Classe | Moto  |    |    |    |    |    |    |     |    |     |    |    |    |    |    |    |    |    |    |   |  |  |  | Punti | Pos. |
| ---- | ------ | ----- | -- | -- | -- | -- | -- | -- | --- | -- | --- | -- | -- | -- | -- | -- | -- | -- | -- | -- | - |  |  |  | ----- | ---- |
| 2018 | MotoGP | Honda | 17 | 13 | 14 | 12 | 15 | 18 | Rit | 19 | Rit | 17 | 15 | AN | 13 | 12 | 22 | 15 | 14 | 14 | 6 |  |  |  | 33    | 20º  |

| 2019 | Classe | Moto  |   |   |    |   |     |   |   |     |    |   |    |    |    |    |    |    |     |     |     |  |  |  | Punti | Pos. |
| ---- | ------ | ----- | - | - | -- | - | --- | - | - | --- | -- | - | -- | -- | -- | -- | -- | -- | --- | --- | --- |  |  |  | ----- | ---- |
| 2019 | MotoGP | Honda | 9 | 7 | 10 | 9 | Rit | 5 | 8 | Rit | 14 | 9 | 11 | 17 | 18 | 10 | 10 | 16 | Inf | Inf | Inf |  |  |  | 74    | 13º  |

| 2020 | Classe | Moto  |    |    |   |   |   |   |   |   |   |   |   |     |   |     |   |  |  |  |  |  |  |  | Punti | Pos. |
| ---- | ------ | ----- | -- | -- | - | - | - | - | - | - | - | - | - | --- | - | --- | - |  |  |  |  |  |  |  | ----- | ---- |
| 2020 | MotoGP | Honda | NE | 10 | 4 | 8 | 6 | 7 | 9 | 6 | 7 | 7 | 5 | Rit | 4 | Rit | 5 |  |  |  |  |  |  |  | 116   | 10º  |

| 2021 | Classe | Moto  |     |    |    |   |   |     |    |    |   |   |    |    |    |    |    |    |    |     |  |  |  |  | Punti | Pos. |
| ---- | ------ | ----- | --- | -- | -- | - | - | --- | -- | -- | - | - | -- | -- | -- | -- | -- | -- | -- | --- |  |  |  |  | ----- | ---- |
| 2021 | MotoGP | Honda | Rit | 17 | 10 | 4 | 7 | Rit | 13 | 13 | 9 | 5 | 13 | 13 | 10 | 10 | 17 | 15 | 11 | Rit |  |  |  |  | 76    | 15º  |

| 2022 | Classe | Moto  |    |    |    |    |    |   |   |   |     |     |    |    |     |    |     |    |     |     |     |    |  |  | Punti | Pos. |
| ---- | ------ | ----- | -- | -- | -- | -- | -- | - | - | - | --- | --- | -- | -- | --- | -- | --- | -- | --- | --- | --- | -- |  |  | ----- | ---- |
| 2022 | MotoGP | Honda | 10 | 19 | 12 | 14 | 16 | 7 | 7 | 8 | Rit | Rit | 12 | 13 | Rit | 15 | Rit | 20 | Inf | Inf | Inf | 14 |  |  | 48    | 18º  |

| 2023 | Classe | Moto  |    |    |     |   |   |    |    |   |    |    |    |    |    |    |    |    |    |    |    |    |  |  | Punti | Pos. |
| ---- | ------ | ----- | -- | -- | --- | - | - | -- | -- | - | -- | -- | -- | -- | -- | -- | -- | -- | -- | -- | -- | -- |  |  | ----- | ---- |
| 2023 | MotoGP | Honda | 12 | 13 | Rit | 9 | 9 | 13 | 14 | 8 | 16 | 18 | 15 | 19 | 11 | 11 | 11 | 19 | 14 | 18 | 19 | 12 |  |  | 56    | 18º  |

| 2024 | Classe | Moto  |    |    |     |    |    |    |     |    |    |    |    |    |    |    |    |    |    |    |     |    |  |  | Punti | Pos. |
| ---- | ------ | ----- | -- | -- | --- | -- | -- | -- | --- | -- | -- | -- | -- | -- | -- | -- | -- | -- | -- | -- | --- | -- |  |  | ----- | ---- |
| 2024 | MotoGP | Honda | 19 | 14 | Rit | 14 | 14 | 14 | Rit | 16 | 14 | 15 | 14 | 11 | 13 | 17 | 12 | 13 | 18 | 13 | Rit | 17 |  |  | 31    | 19º  |

| 2025 | Classe | Moto  |  |  |  |  |  |   |  |  |    |  |  |    |  |  |  |  |  |  |  |  |  |  | Punti | Pos. |
| ---- | ------ | ----- |  |  |  |  |  | - |  |  | -- |  |  | -- |  |  |  |  |  |  |  |  |  |  | ----- | ---- |
| 2025 | MotoGP | Honda |  |  |  |  |  | 6 |  |  | 16 |  |  | NP |  |  |  |  |  |  |  |  |  |  | 10    |      |

| Legenda | 1º posto        | 2º posto            | 3º posto            | A punti      | Senza punti        | Grassetto – Pole position Corsivo – Giro più veloce |
| Legenda | Gara non valida | Non qual./Non part. | Ritirato/Non class. | Squalificato | '-' Dato non disp. | Grassetto – Pole position Corsivo – Giro più veloce |